# Gyrostoma incertum
Gyrostoma incertum is een zeeanemonensoort uit de familie Actiniidae. De anemoon komt uit het geslacht Gyrostoma. Gyrostoma incertum werd in 1904 voor het eerst wetenschappelijk beschreven door McMurrich. 